# Karlstads garnison
Karlstads garnison var en garnison inom svenska Försvarsmakten som verkat i olika former sedan 1906. Garnisonen var belägen i både centrala Karlstad och grannkommunen Hammarö kommun.

## Kasernhöjden
År 1913 lämnade sin Värmlands regemente sin mötesplats på Trossnäs fält för att förläggas till ett nyuppfört kasernetablissement i Karlstad, det som senare kom att benämnas som Kasernhöjden. Den 11 januari 1913 avmarscherade soldaterna vid regementets vinterskolor i Trossnäs och blev de första som förlades till det nya kasernetablissementet på Våxnäs. Kasernetablissementet uppfördes efter 1901 års härordningsprogram efter kasernbyggnadsnämndens första serie typritningar, ritade av arkitekten Victor Bodin. Totalt uppfördes ett 130-tal byggnader inom området. Genom försvarsbeslutet 1936 beslutades att Värmlands flygflottilj skulle förläggas till Kasernhöjden, samtidigt reducerades Värmlands regemente till en infanterikår för att omfatta en infanteribataljon. Riksdagsbeslutet angav att flygvapnet skulle överta större delen av kasernetablissementet, överlämningen skulle påbörjas så snart som möjligt och var helt slutförd hösten 1939. Armén skulle dock även i fortsättning kunna disponera stall, förråd, verkstäder för vissa ingenjör- och landstormsformationer samt det förläggningsutrymme, som flygvapnet icke nödvändigtvis var i behov av, bland annat en bataljonskasern och vissa expeditionslokaler i kanslihuset. År 1938 upphävde riksdagen beslutet med att förläggas flygflottiljen till Karlstad. Det efter att Chefen för flygvapnet och Flygförvaltningen i efterhand lyft olika synpunkter, där man menade att det var mindre lämpligt och i varje fall omöjligt att genomföra riksdagens beslut inom den angivna kostnadsramen att förlägga en flygflottilj till Karlstad. Bland annat hade Värmlandsbanan, vilken löpte i omedelbar anslutning till det planerade flygfältsområdets östra begränsningslinje, elektrifierats 1935, vilket ansågs medföra att områdets användbarhet såsom permanent militärt flygfält försämrats. Söder om flygfältsområdet pågick en ökad civil bebyggelse. Därmed ansågs flygfältet praktiskt taget helt sakna utvecklingsmöjligheter. Som alternativ till Karlstad ansåg flygmyndigheterna att områdena Närkeslätten söder om Örebro samt Västgötaslätten. Istället beslutade riksdagen att den nya flygflottiljen (från 1940 benämnd Skaraborgs flygflottilj) skulle förläggas till Såtenäs utanför Lidköping.
Genom försvarsbeslutet 1992 beslutades att Värmlands regemente skulle samlokaliseras med övrig verksamhet i Kristinehamns garnison. Från den 1 juli 1994 verkade regementet och brigaden fram till att de avvecklades och upplöstes den 30 juni 2000.

## Karolinen
Karolinen är en byggnad som ligger i kvarteret Klara i anslutning till Karl IX:gata och Våxnäsgatan i Karlstad. Fastigheten ägs och förvaltas av Hemfosa fastigheter. Byggnaden har en yta om cirka 60.000 kvadratmeter och har en korridorlängd om cirka 16 kilometer samt inkluderar cirka 1500 rum.
Etablissementet kom till genom att riksdagen beslutade åren 1971–1973 att omlokalisera ett antal försvarsanknutna myndigheter, ämbetsverk och institutioner för att frigöra och minska behovet av fastigheter inom Stockholmsområdet. Uppförandet påbörjades 1974 i två etapper, där etapp ett var färdig 1976 och etapp två 1978. Byggnaden, möbler och inredning, mark och trädgårdar ritades av arkitekten Gösta Edberg.
Genom försvarsbeslutet 2004 kom Försvarsmakten 2005 att helt lämna både Karolinen och Karlstad i sin helhet. De enda verksamheter med militär anknytning som finns kvar i fastigheten är Pliktverkets (sedan 2011 Rekryteringsmyndigheten) huvudkontor och Myndigheten för samhällsskydd och beredskap (MSB), som har uppgifter inom totalförsvaret och rötter i Statens Räddningsverk (och dessförinnan Civilförsvarsstyrelsen). Även Försvarshögskolan (FHS) har verksamhet i byggnaden. År 2019 lämnade Rekryteringsmyndigheten fastigheten. 

## Sandbäcken

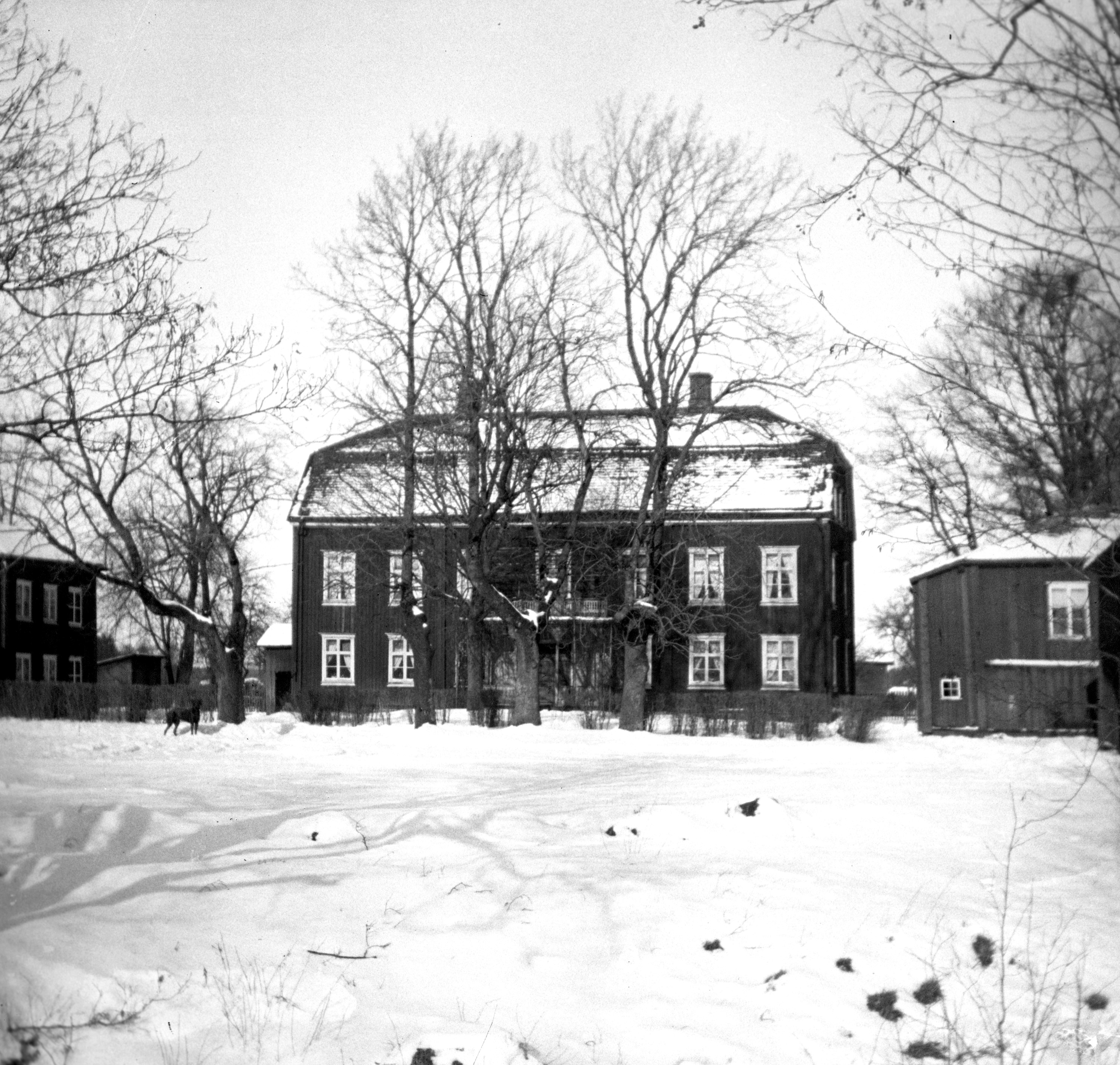
Generalsbostället på Sandbäcken, Karlstad

I samband med att V. militärområdet bildades, och att dess stab förlades till Karlstad, kom den provisoriskt förläggas den 1 oktober 1942 till Gamla seminariet på Grevgatan 2. Den 15 september 1945 förlades staben till en nyuppförd stabsbyggnad i Sandbäcken, intill den den fastighet i korsningen Kaserngatan 4/Sandbäcksgatan 29, vilken fram till 1942 varit chefsboställe till regementschefen för Värmlands regemente. Militärområdesstaben blev kvar på adressen fram till den 1 juni 1985, då staben flyttade in i fastighetskomplexet på Våxnäsgatan, en flytt som redan påbörjades den 2 november 1984. Till militärområdesstaben tillhörde även Sandbäckens herrgård, som var generalsboställe med general Axel Rappe vid Milostaben som förste boställshavare. År 1995 flyttade den siste militären, Bengt Tamfeldt, ut från Sandbäckens herrgård och den militära epoken tog slut. Efter att militärområdesstaben upplöstes sommaren 1991 och att Värmlands regemente lämnade Karlstad sommaren 1994, såldes fastigheten 1994 till Karlstad kommun. Stabsbyggnaden låg strax norr om Tingvalla idrottsplats. Byggnaden revs någon gång under 1990-talet och marken har använts som en parkeringsplats under namnet Milostaben.

## Sätterstrand

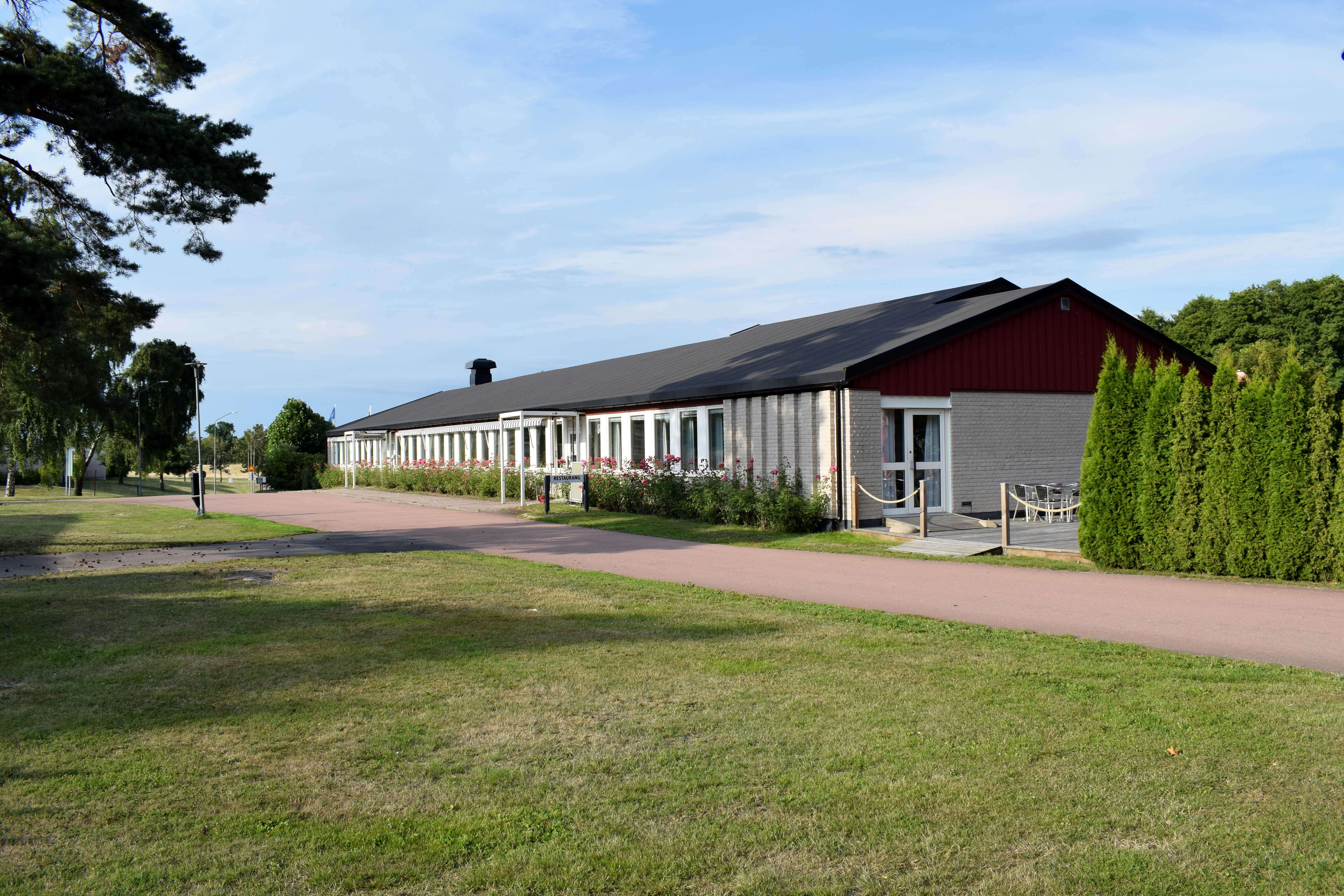
Försvarsmaktens sjukvårdscentrums före detta kasernetablissement i Hammarö.

Sätterstrand, eller Sätter, var från början en av Hammarös större gårdar. Genom en donation på 1950-talet kom gården i Landstingets ägor och på 1960-talet byggde de ett stort vårdhem där. I början av 1990-talet avvecklades verksamheten. Genom försvarsbeslutet 1992 beslutades att Försvarets sjukvårdsstyrelse skulle omlokaliseras till Karlstad, för att där upprätta ett sjukvårdscentrum. Platsen som valdes att förlägga det nya sjukvårdscentrumet blev det gamla vårdhemmet i Sätterstrand. Den 1 juli 1994 bildades Försvarets sjukvårdscentrum. Åren 2003 bygges ett nytt stort förråd och en så kallad spökstad byggdes för att träna i realistiska miljöer, vilket motsvarade en investeringen på cirka 20 miljoner kronor.
Genom försvarsbeslutet 2004 beslutades att verksamheten skulle omlokaliseras till Göteborgs garnison. Den 1 september 2005 flyttades verksamheten till Göteborg, för att där bilda Försvarsmedicincentrum (FömedC). Försvarsmaktens sjukvårdscentrum sysselsatte drygt ett 70-tal personer och drygt 500 reservofficerare. Kvar på Hammarö blev en avvecklingsorganisation som verkade fram till sommaren 2006. Efter att Försvarsmakten lämnade området 2006 har området utvecklats till en företagsby med inriktning på IT och affärsutveckling. Under 2019 rev kommunen hus 10-22 och 24, vilket motsvarade totalt åtta byggnader, för att på sikt lämna plats till ett nytt bostadsområde.

## Minnesstenar och minnesmärken
| Bild | Minnessten                       | Koordinater                                     | Kort beskrivning |
| ---- | -------------------------------- | ----------------------------------------------- | --- |
|      | Värmlands regemente              | 59°23′12″N 13°29′18″Ö / 59.386616°N 13.488454°Ö | Minnessten, granit, 5 m hög, 2 m bred och 1 m tjock. På sydvästea sidan är en inskription som kröns av en örn. Texten lyder WÄRMLÄNDSKE KRIGSMÄN HAFVA STÄDSE VÄRNAT HEMBYGDEN OCH FÖR FÄDERNESLANDET SEGERRIKT KÄMPAT VID BREITENFELD 1631 WURZBURG 1631 WITTSTOCK 1631 LEIPZIG 1642 WARSCHAU 1656 FREDRIKSODDE 1657 TÅGET över BÄLT 1658 LUND 1676 LANDSKRONA 1677 NARWA 1700 DÜNA1 701 KLISSOW 1702 THORN 1703 GEMÄUERTHOF 1705 FRAUSTADT 1706 MALATITZE 1708 GADEBUSCH 1712 ELGSÖ 1783 PARDAKOSKI 1790. På stenens nordöstra sida lyder inskriptionen STENEN RESTES DÅ REGEMENTET LÄMNADE TROSSNÄS FÄLT OCH FLYTTADES HIT 1913 |
|      | Värmlands regemente              | 59°23′12″N 13°29′19″Ö / 59.386775°N 13.488593°Ö | Minnesskylt över uppförandet av kasernetablissement i Karlstad. |
|      | Försvarsmaktens sjukvårdscentrum | 59°18′21″N 13°32′29″Ö / 59.305856°N 13.541309°Ö | Minnessten över Försvarsmaktens sjukvårdscentrum som var åren 1994-2005 förlagt till Sätter, Hammarö. |
|      | Värmlands regemente              | 59°25′38″N 13°14′33″Ö / 59.427194°N 13.242444°Ö | Minnessten över Värmlands regementes lägerplats på Trossnäs i Nor. |
|      | Värmlands fältjägarkår           | 59°25′47″N 13°14′35″Ö / 59.429722°N 13.242944°Ö | Minnessten över Värmlands fältjägarkårs lägerplats i Trossnäs i Nor. |